# تپه دین‌چفته‌سر
تپه دین چفته سر مربوط به دوران پیش از تاریخ ایران باستان تا دوران‌های تاریخی پس از اسلام است و در شهرستان جویبار، بخش گیل خوران، روستای چفته سر واقع شده و این اثر در تاریخ ۱ مهر ۱۳۸۲ با شمارهٔ ثبت ۱۰۲۶۱ به‌عنوان یکی از آثار ملی ایران به ثبت رسیده است.